# 董渭川
董渭川（1901年3月10日—1968年9月15日），原名董淮，字渭川，以字行，山东邹县人，中国教育家、政治人物，九三学社社员、中央常委。